# Бийо, Поль
Поль Бийо́ (фр. Paul Bilhaud, настоящая фамилия Шарль, фр. Charles; 31 декабря 1854, Брюэр-Аллишан — 8 января 1933, Авон) — французский драматург и либреттист.
Дебютировал в 1879 году эстрадными скетчами и текстами песен (некоторые из них пел Жозеф Дарсье). Затем в 1881 году впервые выступил с целой пьесой — комедией «Первая ссора» (фр. La Première Querelle), поставленной в парижском театре Жимназ. Комедии Бийо (частично написанные в соавторстве, в том числе с Мишелем Карре-сыном и Морисом Аннекеном) шли на различных парижских сценах на рубеже XIX—XX веков. Кроме того, в 1890-е гг. он активно работал как либреттист для оперетты (сотрудничая в том числе с Шарлем Лекоком).
Наибольшую известность, однако, принесло Бийо однократное выступление в амплуа живописца. В 1882 году он принял участие в Салоне непоследовательных, выставив картину «Битва негров в подземелье» (фр. Combat de nègres dans un tunnel), представлявшую собой прямоугольник чёрного цвета. Эта работа положила начало серии аналогичных монохромных полотен с ироническими подписями, осуществлённой в последующие годы другом Бийо Альфонсом Алле и собранной, вместе с картиной-прообразом Бийо, в опубликованном Алле в 1897 году «Первоапрельском альбоме» (фр. L'Album primo-avrilesque). В настоящее время рассматривается в качестве своеобразного предвестия «Чёрного квадрата» Казимира Малевича.